# Diacilglicerol colinofosfotransferasa
La Diacilglicerol colinofosfotransferasa (EC 2.7.8.2) es una enzima que cataliza la siguiente reacción química.
Por lo tanto, los dos sustratos de esta enzima son la CDP-colina y 1,2-sn-diacilglicerol, mientras que sus dos productos son la CMP y una fosfatidilcolina.

## Clasificación
Esta enzima pertenece a la familia de las transferasas, más específicamente a aquellas transferasas que transfieren grupos fosfato con sustitutos no comunes.

## Nomenclatura
El nombre sistemático de esta clase de enzimas es CDP colina:1,2-diacilglicerol colinofosfotransferasa. Otros nombres de uso común incluyen: fosforilcolina-glicérido transferasa, alquilacilglicerol colinofosfotransferasa, 1-alquil-2-acetilglicerol colinofosfotransferasa, colinofosfotransferasa, CPT, alquilacilglicerol colino fosfotranferasa, diacilglicerol colina fosfotransferasa, 1-aquill-2-acetil-m-glicerol:CDPcolina colina fosfotransferasa, CDP-colina diglicérido fosfotransferasa, citidina difosfocolina glicérido transferasa, citidina difosforilcolina diglicérido transferasa, fosfocolina diacilgliceroltransferasa, sn-1,2-diacilglicerol colinofosfotransferasa, y 1-alquil-2-acetil-sn-glicerol colinofosfotransferasa.

## Función biológica
Esta enzima participa en 3 vías metabólicas: el metabolismo de los aminofosfonatos, metabolismo de los glicerofosfolípidos, y el metabolismo de los lípidos éter.